# Крещатый яр

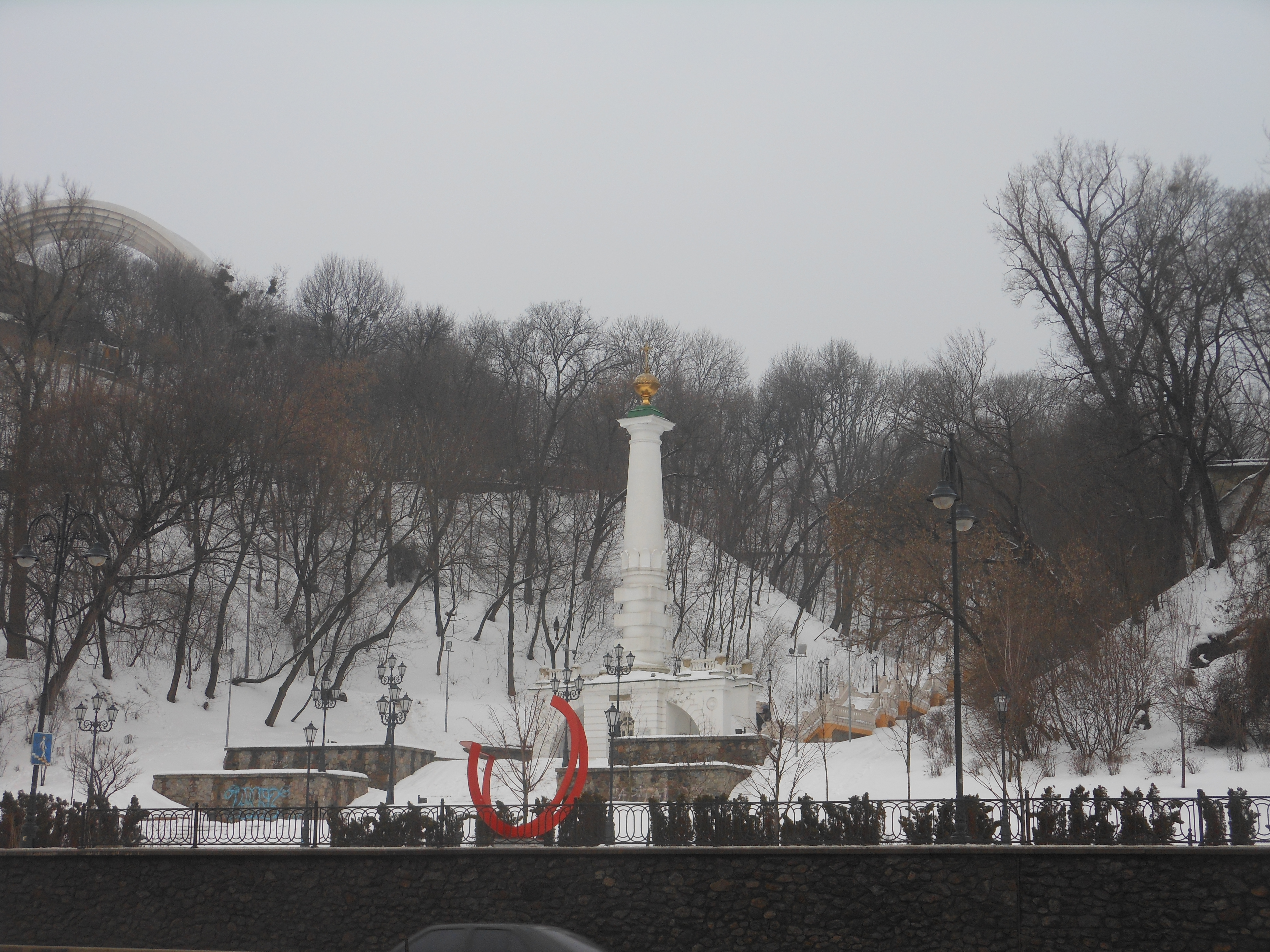
Нижняя часть урочища Крещатик со стороны Набережного шоссе.

Крещатый яр (также урочище Крещатик, Святое место) — небольшой овраг, историческая местность и урочище в Подольском районе Киева. Расположен на правом берегу Днепра (к которому выходит южнее Почтовой площади) между Печерской горой и Крещатым парком с южной стороны, и Владимирским спуском и Владимирской горкой с северной стороны. В Крещатом парке расположена лестница, ведущая к колонне Магдебургского права) и далее к Набережному шоссе. К урочищу Крещатик относится берег Днепра от оврага до Почтовой площади. Крещатый яр известен прежде всего как место, где, по некоторым источникам, произошло крещение киевлян в 988 году — событие, символически считающееся крещением Руси. Название урочища впервые упоминается в XVI веке.
От урочища Крещатик происходит ряд киевских топонимов — улица Крещатик, Крещатицкая (существовала на Подоле в XVII веке) и Набережно-Крещатицкая улицы, Крещатицкая гора (Михайловская гора, Владимирская горка), Крещатицкие горы (днепровские склоны от Крещатого яра вдоль Царского сада), Крещатицкий (Дмитровский) спуск (проходил по склону Крещатицкой горы до середины XIX века), Крещатицкие ворота (часть подольских укреплений на Почтовой площади), Крещатицкий огород (рядом с Крещатицкими воротами, подписанный на плане 1695 года).

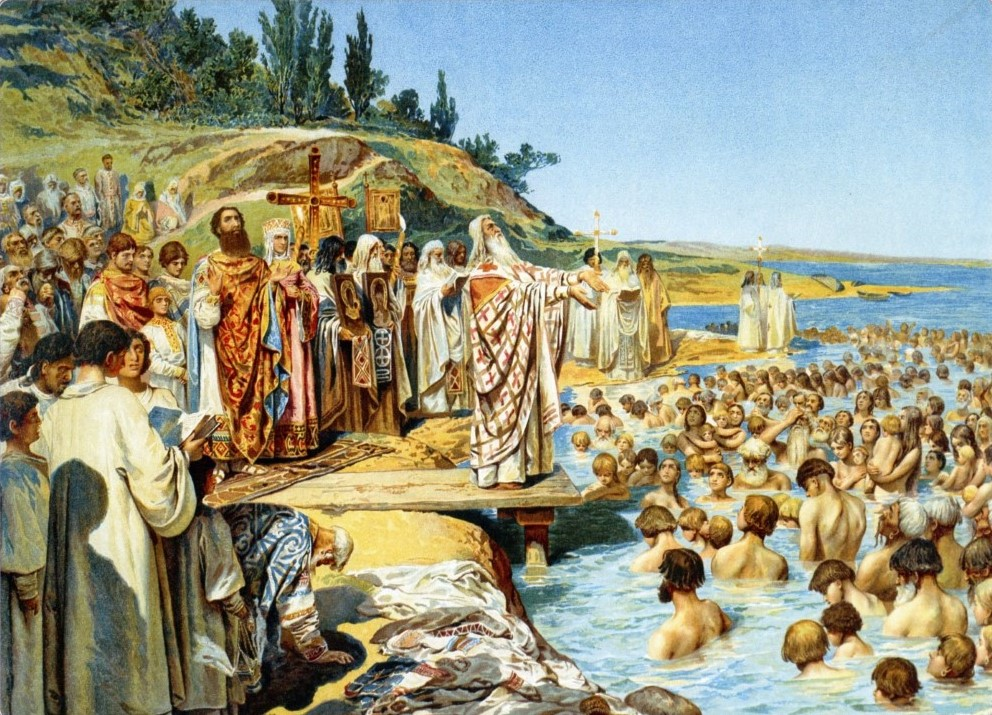
Крещение киевлян (рисунок Клавдия Лебедева, начало XX века)

В древности в урочище Крещатик протекал одноимённый ручей, впадавший в Почайну (его не следует путать с ручьём Крещатик, протекавшим на месте современной улицы Крещатик и впадавшим в ручей Клов). По источникам XVII века («Патерик» Сильвестра Косова, «Синопсис» Иннокентия Гизеля), в этом ручье в 988 году князь Владимир крестил 12 своих сыновей, а на следующий день, в реке Почайне у источника — всех киевлян. Опосредованно это свидетельство подтверждает Пролог XIV века, согласно которому место крещения киевлян располагалось у церкви Петра. Известно, что церковь Петра в Киеве существовала в Дмитровском монастыре, который размещался на Михайловской горе (современная Владимирская горка), фактически над Крещатым оврагом.
Именно как место крещения Крещатик почитался церковью. Над источником был обустроен колодец, над которым была построена небольшая деревянная часовня с иконами Святого Владимира, Бориса и Глеба и другими. Этот колодец был известен под названием колодец Князя Владимира, урочище в целом было известно под названием Святое место . Часовня над источником принадлежала церкви Рождества (на Почтовой площади), причт которой два раза в год совершал крестные ходы к ней с освящением воды в колодце - 2 мая (день памяти Бориса и Глеба) и 15 июля (день памяти Святого Владимира). Изображение этой часовни (подписанной Крещатик) содержится на плане Киева 1695 года стольника Ушакова.
В 1802—1808 годах в овраге был построен памятник крещению (также известен как памятник Владимиру; одновременно был посвящен восстановлению Магдебургского права в Киеве императором Александром I). Источник был засыпан, а вода из него подведена трубами к бассейну, находившемуся под самым памятником. Иконы, находившиеся в часовне, при этом были перенесены в каменный павильон над бассейном, который таким образом заменил собой бывшую часовню и продолжал находиться в ведении причта церковь Рождества.
В 1804 году митрополит Серапион постановил совершать каждую среду Преполовения крестный ход из Софийского собора в Крещатицкий источник с освящением воды в нём. С 1861 года каждый 15 июля стал проходить так называемый Владимирский крестный ход со всех церквей города, имевший окончание у памятника с источником. В 1883 году для удобства крестных ходов, паломников и посетителей, в овраге была построена деревянная лестница к памятнику, в 1915 году её заменили на железобетонную по проекту М.В. Бобрусова. В 2018—2019 годах над Крещатым яром был построен пешеходно-велосипедный мост, соединивший Крещатый парк с парком Владимирская горка, с которого можно хорошо осмотреть урочище по всей его длине.